# The Oregon Encyclopedia
A The Oregon Encyclopedia of History and Culture az Amerikai Egyesült Államok Oregon államának történetére szakosodott online enciklopédia.

## Története
2008. február 14-én, Oregon állam 149. születésnapján alapították; háromezer szócikket kívántak létrehozni. Kezdetben kizárólagos online formában, később pedig könyv formájában is ki akarták adni. 2020 júniusában 1750 szócikke volt.
Sherry Manning egykori fejlesztési igazgató a költségeket 1–2 millió dollárra becsülte. A bejelentést követő napokban 175 ezer dollárt gyűjtöttek és további félmillió dollár függőben volt.

## Szerkesztői
Az enciklopédia a Portlandi Állami Egyetem Történeti Tanszéke, az Oregoni Angoltanárok Tanácsa és az Oregoni Történeti Társaság közreműködésében jött létre, emellett az Oregoni Kulturális Alap partnerei (Oregoni Művészeti Bizottság, Oregoni Bölcsészettudományi Bizottság, Oregoni Kulturális Örökségi Bizottság, Oregoni Állami Történelmi Megőrzési Hivatal) is hozzájárultak.
Bill Lang szerkesztő, a Portlandi Állami Egyetem oktatója szerint az enciklopédia jövőtálló, valamint „egyelőre senki által sem ismert” információkat tartalmaz. Szerinte a Wikipédiától a tények ellenőrzöttségében különbözik.

## Fordítás
- Ez a szócikk részben vagy egészben  a   The Oregon Encyclopedia című angol Wikipédia-szócikk ezen változatának fordításán alapul.  Az eredeti cikk szerkesztőit annak laptörténete sorolja fel. Ez a jelzés csupán a megfogalmazás eredetét és a szerzői jogokat jelzi, nem szolgál a cikkben szereplő információk forrásmegjelöléseként.